# SWATH

De waterlijn is het grootste verschil tussen een SWATH en een catamaran

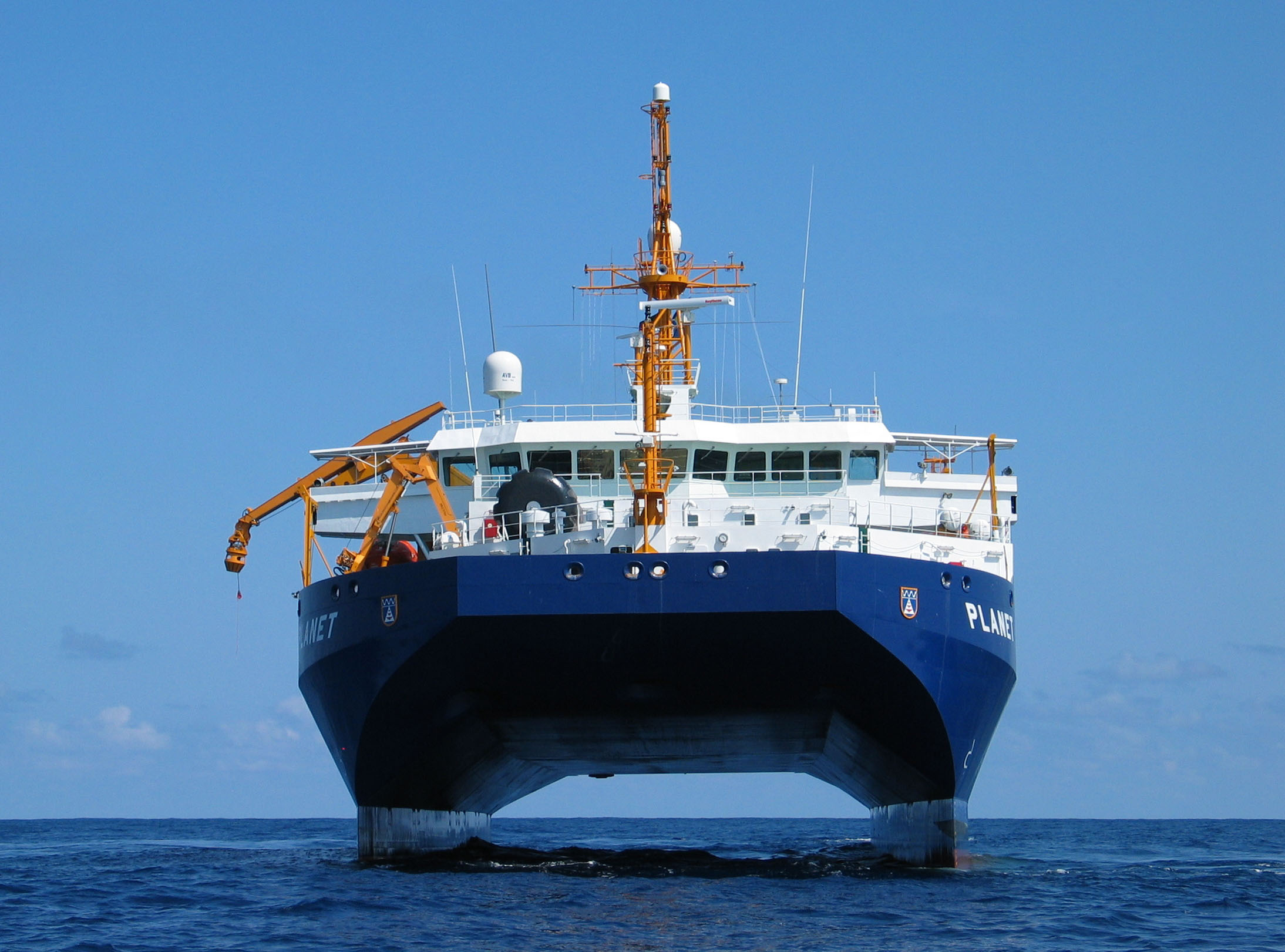
Het onderzoeksschip Planet. De smalle struts aan de waterlijn zijn duidelijk zichtbaar.

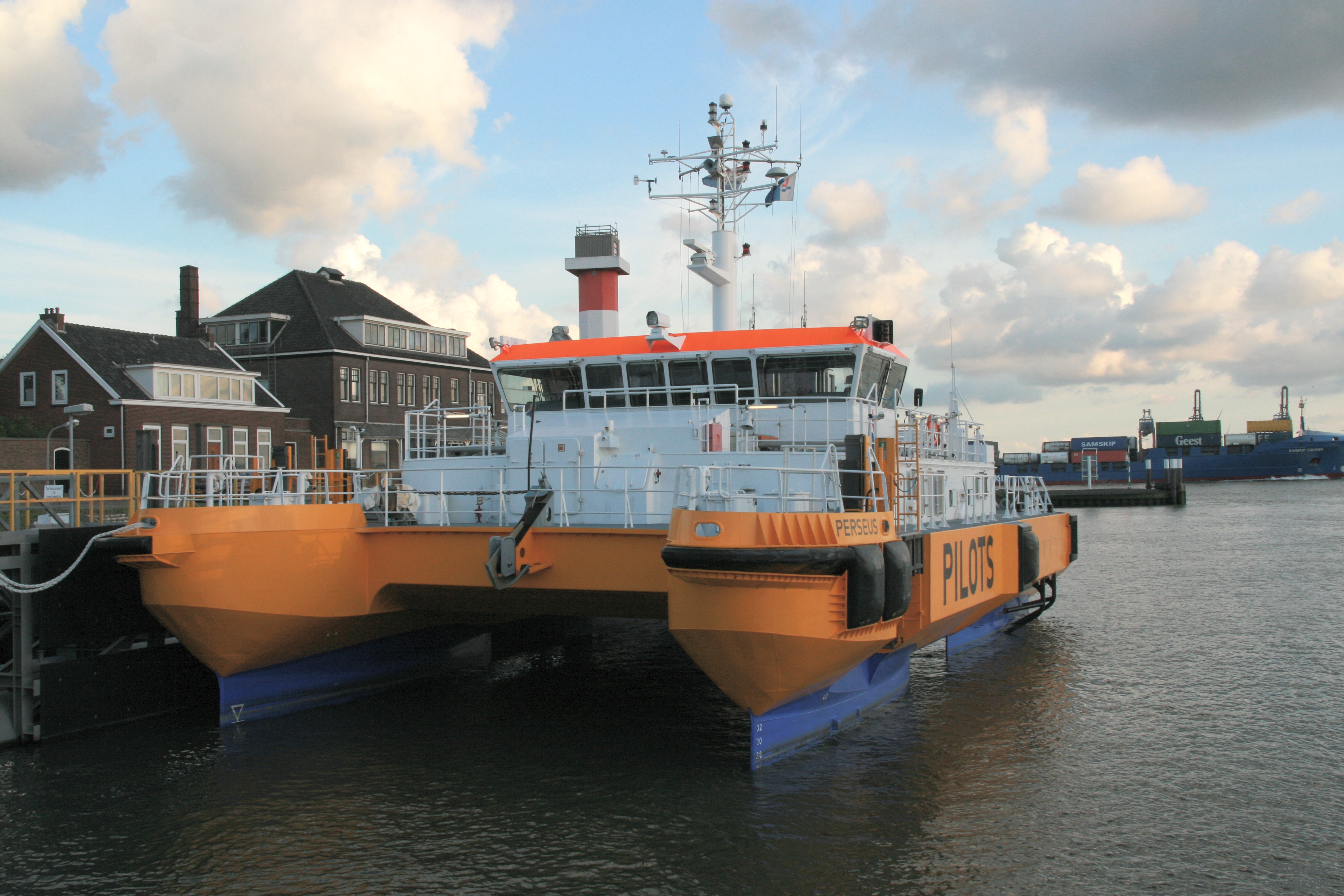
SWATH Perseus van het Loodswezen in Hoek van Holland

SWATH ("Small Waterplane Area Twin Hull") is een rompontwerp dat net zoals de catamaran twee rompen heeft. Het verschil is dat bij een SWATH de oppervlakte van de waterlijn klein is. Door het volume van het schip dicht bij het wateroppervlak te beperken ondervindt het schip weinig invloed van golven, zelfs in hoge zee en bij hoge snelheden. Het grootste deel van het deplacement nodig om het schip drijvende te houden bevindt zich dieper onder water, waar de golven minder effect hebben. Op de torpedovormige drijvers staan smalle struts, die het bovenwaterschip ondersteunen.
In de jaren 60 werd door het Maritiem Research Instituut Nederland (MARIN) onderzoek gedaan naar de bredere toepasbaarheid van deze rompvorm, die toen vooral experimenteel was. 's Werelds eerste commerciële SWATH-schip was de Duplus, een ondersteunend schip voor de olie-industrie gebouwd door Boele's Scheepswerf & Machinefabriek in Bolnes in 1969.

## Voortstuwing
Op kleinere SWATHs zijn de drijvers niet altijd groot genoeg voor een dieselmotor. Daarom wordt soms gekozen voor dieselelektrische aandrijving, waarbij de dieselmotor boven de waterlijn staat. In de drijvers bevinden zich dan elektromotoren die de schroeven aandrijven. Op grotere SWATHs, vanaf een lengte van ongeveer 40 meter, zitten de dieselmotoren vaak wel in de drijvers.

## Voordelen en nadelen
Het grote voordeel van SWATH-schepen is dat ze ook bij zware zeegang heel rustig in het water liggen, wat bijvoorbeeld zeeziekte bij de opvarenden helpt voorkomen. SWATH is daarom een vorm die vaak wordt gekozen voor schepen die ook bij hoge golven moeten kunnen doorwerken. Het scheepstype wordt eveneens toegepast voor werkzaamheden waarbij mensen moeten overstappen van en naar andere schepen, zoals bijvoorbeeld loodsen. Door hun rustige gedrag in zeegang zijn ze ook bijzonder goed geschikt als onderzoeksschepen, die bijvoorbeeld bewegingsgevoelige apparatuur aan boord hebben, of waarbij door zeegang operationele inzetbaarheid te veel beperkt wordt. Bij ruwe zee kunnen SWATH-schepen sneller varen dan enkelrompsschepen, omdat ze veel minder zullen stampen en slingeren.
Een nadeel van het scheepstype, is dat een verandering van de lading een grote verandering in diepgang met zich mee brengt. Ook een verschuiving van het zwaartepunt, door het verplaatsen van gewicht aan boord, geeft een grote verandering in trim of helling . Dit wordt praktisch gemakkelijk opgelost door met ballast de trim, of helling te corrigeren. SWATH schepen hebben voor hun tonnenmaat een grote diepgang. Een enkelrompsschip met vergelijkbare lengte, breedte en diepgang heeft een groter laadvermogen: verbeterd zeegangsgedrag kost laadvermogen, of de diepgang.